# Canyon Country
Canyon Country est une communauté et un district de la ville de Santa Clarita, situé au nord-ouest du comté de Los Angeles (États-Unis).
Canyon Country se situe au nord de la vallée de San Fernando via le col de Newhall (en) situé entre les monts Santa Susana (en) et San Gabriel. Canyon Country se trouve dans la partie supérieure du bassin du fleuve Santa Clara dans la vallée de Santa Clarita et aux pieds de la Sierra Pelona (en).

## Sources
- (en) Cet article est partiellement ou en totalité issu de l’article de Wikipédia en anglais intitulé « Canyon Country » (voir la liste des auteurs).